# Rue de la Tuerie
La rue de la Tuerie est une ancienne voie de Paris qui était située dans l'ancien 7e arrondissement et qui a disparu lors de la construction du Théâtre-Lyrique en 1860.

## Origine du nom
Elle devait son nom à une tuerie qui y était située, près de la grande boucherie.

## Situation
La rue de la Tuerie, d'une longueur de 26 mètres, située dans l'ancien 7e arrondissement, quartier des Arcis, commençait rue Saint-Jérôme  et rue de la Vieille-Tannerie et finissait, en 1817, rue du Pied-de-Bœuf, puis aux 2-4, place du Châtelet, en 1844, après le début des travaux de transformations de Paris sous le Second Empire.
Cette rue n'avait pas de numéros.

## Historique

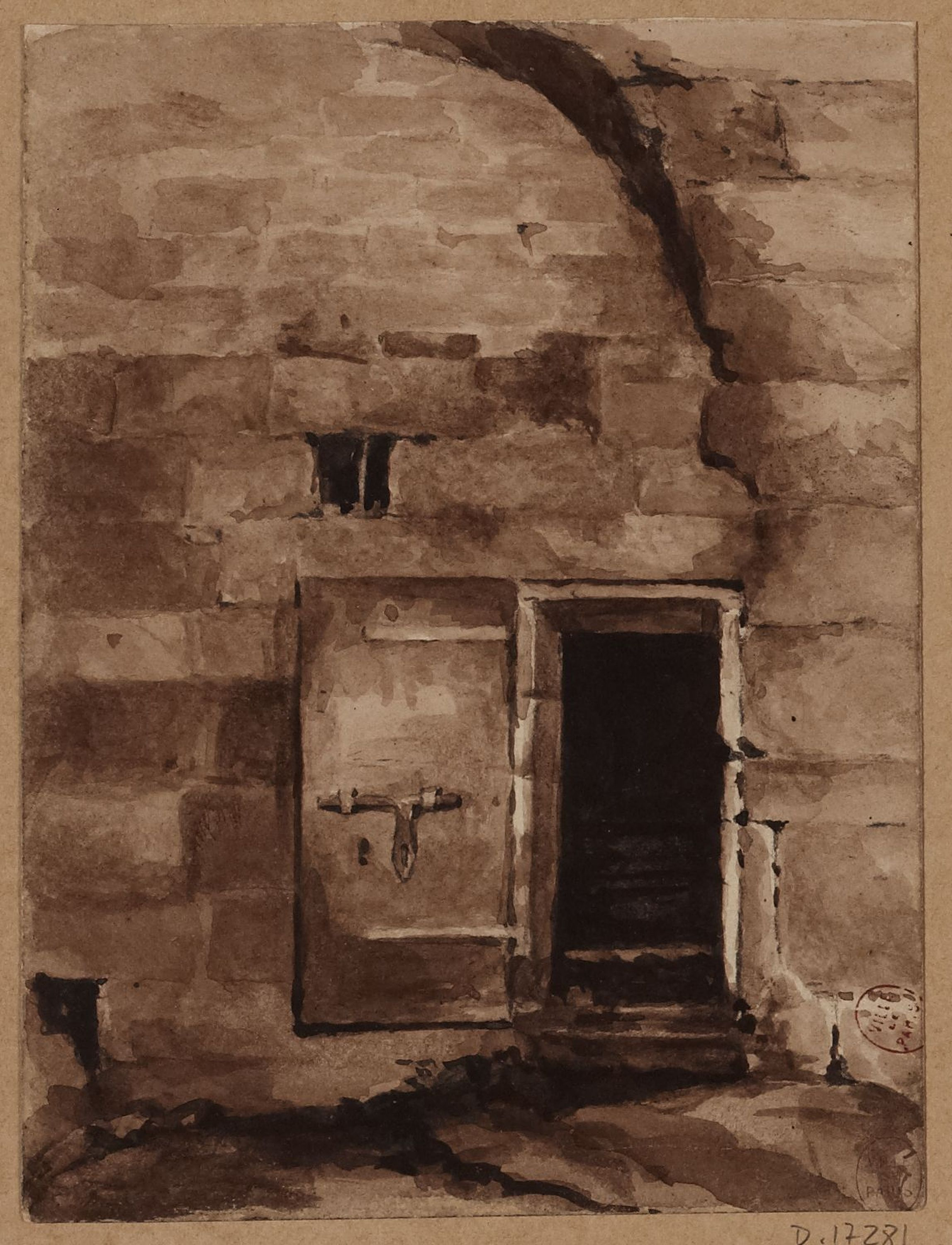
Ancienne rue de la Tuerie, fermée et servant d'égoût.

Au XIIIe siècle, elle était nommée « rue de l'Écorcherie ».
Elle est citée dans Le Dit des rues de Paris de Guillot de Paris sous la forme « rue de l'Escorcherie ».
Au XIVe siècle, plusieurs maisons de cette rue appartenaient au Chapitre de Notre-Dame de Paris.
En 1512, elle est appelée « rue des Lessives ».
En 1702, la rue fait partie du quartier de Saint-Jacques-de-la-Boucherie.
Une décision ministérielle du 11 octobre 1806, signée Champagny, fixe la moindre largeur de cette voie publique à 6 mètres. Cette largeur est maintenue, en vertu d'une ordonnance royale du 9 décembre 1838.
Elle disparait en 1860 lors de la construction du Théâtre-Lyrique et l'extension de la place du Châtelet.